# مارک میشل
مارک میشل (انگلیسی: Marc Michel؛ ۴ دسامبر ۱۹۳۲ – ۳ نوامبر ۲۰۱۶) بازیگر اهل سوئیس بود.
از فیلم‌ها یا برنامه‌های تلویزیونی که وی در آن نقش داشته‌است می‌توان به چترهای شربورگ، حفره، و لولا اشاره کرد.